# Arts martiaux mixtes aux Jeux africains de 2023
Les compétitions d'arts martiaux mixtes des Jeux africains de 2023 se déroulent du 10 au 12 mars 2024 à Accra, au Ghana. Le sport fait sa première apparition dans le programme des Jeux africains en tant que sport de démonstration.

## Médaillés
Les médaillés sont les suivants : 

### Hommes
| Épreuves | Or                               | Argent                         | Bronze                         |
| -------- | -------------------------------- | ------------------------------ | ------------------------------ |
| 56,7 kg  | Sookhoo Bhirsing (MRI)           | Kotoka Felix (GHA)             | non attribuée                  |
| 56,7 kg  | Sookhoo Bhirsing (MRI)           | Kotoka Felix (GHA)             | non attribuée                  |
| 61,2 kg  | Awassiou Welike (TOG)            | Gabriel Karo (NGA)             | Issa Boussim (BUR)             |
| 61,2 kg  | Awassiou Welike (TOG)            | Gabriel Karo (NGA)             | Etrue Joseph (GHA)             |
| 65,8 kg  | Sylvain Kokou (TOG)              | Eweh Emmanuel Benard (NGA)     | Entusah Mubarak Muhammed (GHA) |
| 65,8 kg  | Sylvain Kokou (TOG)              | Eweh Emmanuel Benard (NGA)     | Nortey William Adom (GHA)      |
| 70,3 kg  | Aka Miezan Prince Mensan (CIV)   | Sewanou Jacques Jouton (BEN)   | Destiny Freddy (NGA)           |
| 70,3 kg  | Aka Miezan Prince Mensan (CIV)   | Sewanou Jacques Jouton (BEN)   | Albert Idowu Lucky (NGA)       |
| 77,1 kg  | Ramzan Abdul Aziim (MRI)         | Mohamed Elsayed (EGY)          | Ekoue Douhadji (TOG)           |
| 77,1 kg  | Ramzan Abdul Aziim (MRI)         | Mohamed Elsayed (EGY)          | Obeya John (NGA)               |
| 83,9 kg  | Eze Daniel Emeke (NGA)           | Houssou Michael Mahugnon (BEN) | Affognon Jhon-Kennedy (BEN)    |
| 83,9 kg  | Eze Daniel Emeke (NGA)           | Houssou Michael Mahugnon (BEN) | Marcel Yao (CIV)               |
| 93 kg    | Idoo Bhojul Mohammad Ajmal (MRI) | Aziba Martins (NGA)            | Mohamed Ashaat (EGY)           |
| 93 kg    | Idoo Bhojul Mohammad Ajmal (MRI) | Aziba Martins (NGA)            | Sibiri Ben Ali Toe (BUR)       |
| 120,2 kg | Muzan Richard (NGA)              | Fanny Dago (CIV)               | Gaoussou Sanou (BUR)           |
| 120,2 kg | Muzan Richard (NGA)              | Fanny Dago (CIV)               | Niane Oumar (GHA)              |

### Femmes
| Épreuves | Or                           | Argent                                 | Bronze                      |
| -------- | ---------------------------- | -------------------------------------- | --------------------------- |
| 47,6 kg  | Dalia Abodeff (EGY)          | Peter Winifred Agara (NGA)             | Ankrah Leticia Amanua (GHA) |
| 52,2 kg  | Idowu Busayo Khadijat (NGA)  | Boakye Elizabeth (GHA)                 | Non attribuée               |
| 61,2 kg  | Sodiq Olanike Rasheeda (NGA) | Rassool Bibi Oumee Hanee Meherin (MRI) | Non attribuée               |
| 65,8 kg  | Obanla Joy Ebanda (NGA)      | Abubakari Winnie (GHA)                 | Non attribuée               |

## Tableau des médailles
- Pays organisateur (Ghana)

| Rang  | Nation        | Or | Argent | Bronze | Total |
| ----- | ------------- | -- | ------ | ------ | ----- |
| 1     | Nigeria       | 5  | 4      | 3      | 12    |
| 2     | Maurice       | 3  | 1      | 0      | 4     |
| 3     | Togo          | 2  | 0      | 1      | 3     |
| 4     | Côte d'Ivoire | 1  | 1      | 1      | 3     |
| 4     | Égypte        | 1  | 1      | 1      | 3     |
| 6     | Ghana         | 0  | 3      | 5      | 8     |
| 7     | Bénin         | 0  | 2      | 1      | 3     |
| 8     | Burkina Faso  | 0  | 0      | 3      | 3     |
| Total | Total         | 12 | 12     | 15     | 39    |